# Ассоль (фільм)
«Ассоль» (рос. «Ассоль») — російський радянський художній фільм 1982 року режисера Бориса Степанцева за мотивами роману Олександра Гріна «Пурпурові вітрила».

## Сюжет
У невеликому рибальському селі відлюдником жив відставний моряк Лонгрен з дочкою. Овдовівши, він один ростив маленьку Ассоль. З дитячих років вона чекала людини, яка приїде за нею на кораблі під червоними вітрилами. Над Ассоль сміялося вся село, але одного разу настав день, коли її мрія збулася.

## У ролях
- Андрій Харитонов
- Марина Рязанцева
- Денис Бондар
- Андрюша Говоров
- Лембіт Ульфсак
- Володимир Сошальський
- Олександр Литовкин
- Наталія Власова
- Ігор Ясулович
- Олена Максимова

## Творча група
- Сценарій: Борис Степанцев
- Режисер: Борис Степанцев
- Оператор: Борис Кипарисов
- Композитор: Віктор Бабушкін, Олександр Гольдштейн